# Камник
Ка́мник (словен. Kamnik) — один из старейших городов Словении. Известен как центр словенского пчеловодства; пчёл «краинской породы», или карника (Аpis mellifera carnica), разводили в Восточных Альпах ещё римляне.

## История

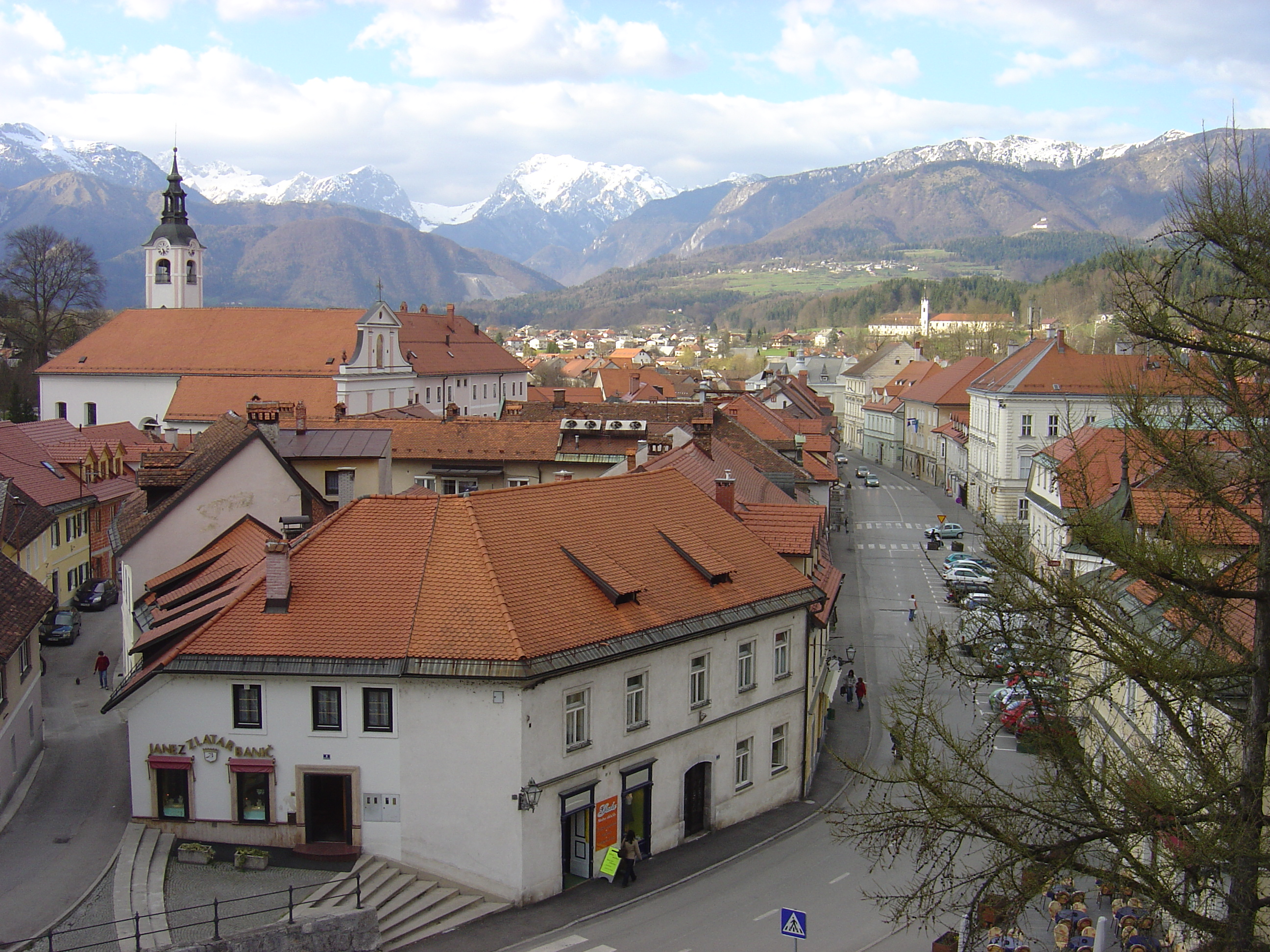
Центр Камника

Камник, первое упоминание датируется 1061 годом, стал торгом (trg) в конце XII века и городом в 1229 году. Здесь чеканили монеты баварские графы Андексы. В XIII веке город обнесли стеной и возвели несколько башен. В XII веке некоторое время Камник был столицей региона Крайна, а позже, наряду с Любляной, самым влиятельным городом региона. В нём были развиты кузнечное дел, изготовление гвоздей, ножей, кожи и меха, валяние сукна; с XIV века здесь находился областной суд. Как средневековый торговый центр, Камник начал приходить в упадок в XVII веке, когда торговый путь через Тухинскую долину был заброшен; кроме того, город сильно пострадал от землетрясения и пожаров. Во времена Иллирийских провинций ремесла возродились, во второй половине XIX века в городе начала развиваться промышленность. В 1853 году был основан пороховой завод, в 1857 году начал работать цементный завод в Мекинье, а в 1896 году — завод металлических изделий в Шпалеке. После строительства железнодорожной линии Любляна—Камник в 1891 году город зарекомендовал себя как климатический курорт, основанный на методе водолечения по методу Себастьяна Кнейпа.
В период между войнами особенно сильно развивалась промышленность: были созданы три деревообрабатывающих завода; наиболее известной была мебельная фабрика «Стол», был развит пороховой завод, вновь заработали завод металлических изделий «Титан», кожевенный завод «Камник», горчично-консервный завод «Эта», заработала текстильная фабрика «Свиланит». После распада Югославии промышленность в независимой Словении находилась в стагнации и несколько заводов были закрыты.

## Достопримечательности
В Камнике частично сохранилась старая часть города: малый град, романская церковь XI—XV веков, дворец Заприце, переделанный в музей, и францисканский монастырь с очень интересной сохранившейся библиотекой. У городского кладбища сохранилась часть крепостной стены.

## Известные жители и уроженцы
- Юрий Япель — священник-иезуит, поэт и переводчик
- Рудольф Майстер — генерал югославской армии
- Фран Альбрехт — поэт, деятель Фронта освобождения, мэр Любляны
- Франце Балантич — поэт, офицер Словенского домобранства
- Матей Тонин — политический и государственный деятель, министр обороны Словении (2020—2022), спикер Государственного собрания Словении (2018).